# Реализм объяснений
Реализм объяснений (англ. explanationism) — вид научного реализма, представители которого рассматривают те части теорий, которые недоступны наблюдению, как принадлежащие к внешнему (объективному) миру, при условии что это является необходимым для объяснения эмпирического успеха теории. Согласно научному реализму, исследуемые объекты независимы от нашего разума, а научные теории достоверны по отношению к внешнему (объективному) миру. Основной проблемой здесь является трудность утверждения того, что нынешние гипотезы правдоподобны в той или иной степени, а объекты их исследования действительно существуют, не являясь фикцией; ведь в истории науки существуют теории, признанные в своё время научными, и которые впоследствии оказались ложными; это, в свою очередь, вполне может означать, что и предполагаемые объекты старых теорий никогда не существовали, и не существует. Из этого следует, что и предполагаемые объекты (например, электроны или чёрные дыры) современных теорий могут быть выдуманной фикцией. Необходимость согласования тезиса о надёжности современных теорий и надёжности тех понятий, на которые они опираются, при условии, что старые теории и их понятия уже практически не используются, и является вызовом для научного реалиста. Основным же вызовом для реализма объяснений является поиск критериев, по которому выделяются аспекты теорий, способствующие их успешности и сохраняющиеся в дальнейшем. Это необходимо для того, чтобы противостоять обвинению в том, что сторонники реализма предлагают «постфактум рационализацию, отождествляя необходимые для объяснений части предшествующих теорий с элементами, сохранёнными последующими теориями».

## Аргумент от отсутствия чуда (см. более подробную статью "no miracle argument")
Аргумент от отсутствия чуда (no miracle argument) является классическим для научного реализма, который можно было бы назвать аргументом от эффективности. Он сводится к тому, что успех науки мы можем объяснять либо чудом (теории и их якобы ложные понятия\объекты случайно привели к успешному результату), либо мы все же вынуждены были бы признать, что научные понятия и объекты даже признанных ныне ложными теорий действительно доставляли теоретически-обоснованное, то есть надёжное знание; а нынешние теории лишь следует им в этом и доставляют знание ещё более надёжное. Сам аргумент впервые был предложен Хилари Патнэмом в 1975 году и впоследствии претерпевал различные модификации, например Ричардом Бойдом. На его примере было бы удобнее всего проиллюстрировать этот аргумент, так как именно от его версии отталкиваются большинство дальнейших последователей научного реализма.
Целью Ричарда Бойда была попытка отстаивания тезиса о том, что абдуктивный метод достаточно надёжен для научного познания; для этого он обратился к аргументу от отсутствия чуда (no miracle argument) и изложил его следующим образом: представьте, что некая устаревшая теория Т утверждала, что определенный метод М стабильно способен вызывать через серию причин (С1, С2… Сn) определённый эффект Х. Далее, предположим, что используя метод М и запустив серию причин (С1-Сn) мы изолировали все косвенный причины способные вмешаться потенциальный эксперимент по проверке теории Т. Далее, предположим, что некий ученый следовал методу М и действительно смог обнаружить определенный эффект Х. После этого мы можем задать справедливый вопрос — что способно было бы лучше объяснить подобное развитие событий, чем предположение, что теория Т правдива, либо, как минимум, правдоподобна? Следует добавить для точности, что речь идёт, во-первых, именно о правдоподобии касательно того, что напрямую связано с эффектом Х; во-вторых, речь о таких теориях, которые конкурируют с альтернативными теориями и гипотезами, и способны предоставить лучшее объяснение, чем альтернативы; в-третьих, этого объяснение было достаточно для наблюдаемых фактов.
Сам аргумент подразумевает, что наука способна доставлять теоретически-обоснованное знание, и, следовательно, наука способна к достоверным предсказаниям, опираясь исключительно на собственные методы.

## Современная дискуссия вокруг научного реализма и стратегия «Разделяй и властвуй»
Одним из основных представителей современного научного реализма является греческий философ Стазис Псиллос. Его подход и аргументация вырабатывались в противовес идеям антиреалиста Ларри Лаудэна, который отстаивал невозможность сохранения теоретического аппарата в процессе перехода от старых теорий к новым. Такой подход, названный «пессимистической мета-индукцией» вскрывает проблему в доказательном пункте реалистов: если при накоплении научного знания сохраняется ряд его теоретических структур, то становится возможным заключение об их истинности. Лаудэн апеллирует к тому, что зачастую успешные теории полностью отменяли те понятия, которые описывали недоступные наблюдению объекты в предыдущих теориях; онтология таких теорий оказывается полностью ошибочной. Дискуссия, развернувшаяся вокруг этого, была достаточно расплывчатой, поскольку свелась к спору о том, к каким примерам истории науки стоит обращаться и на основании какого критерия.
Псиллос предложил свою стратегию уточнения тезиса реализма, сформулировав ее принцип как «Разделяй и властвуй»(divide et impera). В соответствии с ним, необходимо показать, что отдельные аспекты теорий (сущности, законы и процессы), которые были нужны для объяснения их эмпирического успеха, сохраняются и в последующих теориях той же области. Если удается показать, что при отказе от теории ее истинные составляющие не отвергаются вместе с ложными, то главный пафос научного реализма сохраняется.
Ошибка старших реалистов, по мнению Псиллоса, состояла в том, что они распространяли эмпирический успех теории на все ее элементы без исключения (all-or-nothing-realism). Вместо этого он предлагает разделить все теоретические элементы на две категории: те, которые были ответственны за эмпирическую успешность прошлых теорий, должны обладать иным статусом, чем те части, которые еще не доказали свою объяснительную силу.
Элемент, обладающий устойчивостью, задается следующим образом. Когда некоторое явление предсказывается этим элементом теоретического знания, а также набором других гипотез, в том числе и вспомогательных, то в случае, если все эти гипотезы не способны предсказать это явление, элемент признается неизбежным для предсказания явления. Вторым критерием выделения правдоподобных элементов, от референциальности которых зависит эмпирический успех теории, являются мнение самих ученых, согласно которому успех теории позволяет рассматривать объекты как существующие.

## Разделение Ф. Китчера
В формулировке своей стратегии Псиллос до определенных пределов следует Филипу Китчеру, который проводил различие между «предположительными положениями» и «рабочими положениями». Этим Китчер предполагает отразить разницу между референциальными и нереференциальными терминами, поскольку рабочие положения включают термины, необходимые для конкретных проблем, в то время как предположительные термины постулируют объекты, которые должны существовать в том случае, если схемы оказываются рабочими. Стратегия «Разделяй и властвуй» предполагает более осмысленное решение, так как, по мнению Псиллоса, до тех пор, пока речь идет о терминах, утверждение Китчера оказывается идеальной мишенью для критики Лаудэна. Необходим критерий, чтобы показать, что лишь некоторые элементы эмпирически успешной теории отсылают к существующим объектам, но отнюдь не все.